# Касукабе

35°58′31″ пн. ш. 139°45′9″ сх. д. / 35.97528° пн. ш. 139.75250° сх. д.
Касука́бе (яп. 春日部市, かすかべし, МФА: [kasukabe ɕi̥]) — місто в Японії, в префектурі Сайтама.

## Короткі відомості
Розташоване в східній частині префектури. Виникло на основі середньовічного маєтку самурайського роду Касукабе, васалів Нітти Йосісади. В 17 — 19 століттях розвинулося у постояле містечко на Муцівському шляху. Основою економіки є комерція, виробництво електротехніки. Традиційні ремесла — виготовлення скринь та скриньок з павловнії. Станом на 1 жовтня 2008 площа міста становила 65,98 км². Станом на 1 січня 2009 населення міста становило 236 265 осіб.